# Foucaucourt-sur-Thabas
Foucaucourt-sur-Thabas è un comune francese di 59 abitanti situato nel dipartimento della Mosa nella regione del Grand Est.

## Società

### Evoluzione demografica
Abitanti censiti